# Sangue reale
Sangue reale è un fumetto di genere fantasy di Alejandro Jodorowsky, nato dalla collaborazione con il disegnatore cinese Liu Donghzi. Il fumetto è suddiviso in tre volumi, Sangue Reale - Nozze Sacrileghe, Sangue Reale - Crimine e Castigo e  Sangue Reale - Lupi e Re".

## Storia editoriale
Lo stile e la storia del fumetto sono i medesimi di altri lavori di Jodorowsky. Nel fumetto, quindi, sono presenti temi cari all'autore quali la violenza, il sesso, il potere. La storia è scritta in modo tale da essere una via di mezzo tra una tragedia greca e un'opera shakespeariana. Già dal 2012 iniziarono a circolare alcune indiscrezioni secondo le quali Jodorowsky sarebbe stato intenzionato a scrivere un terzo capitolo della saga. D'altro canto, Jodorowsky non aveva mai escluso l'ipotesi di scrivere un ulteriore capitolo della saga, ed in un'intervista del 2012 rivelò che il finale aperto del secondo capitolo era stato realizzato proprio per "giustificare" l'uscita di un eventuale terzo capitolo. Tuttavia, egli smentì le voci riguardanti l'uscita prossima del terzo volume di Sangue Reale, affermando di non essere intenzionato, almeno per il momento, a continuare la saga. Verso gli inizi del 2014, Jodorowsky annunciò pubblicamente la sua intenzione di dedicarsi al capitolo conclusivo della saga, e il 19 febbraio 2014 rivelò ai fans alcuni personaggi che sarebbero stati presenti nel nuovo volume. Il 26 marzo 2014, Jodorowsky annunciò l'uscita del terzo capitolo per il 26 marzo 2015. 
In Italia venne pubblicato il primo volume nel maggio 2010 e il secondo alla fine di novembre.

## Trama
La storia è ambientata in un'epoca medievale in un'ambientazione immaginaria.

### Nozze sacrileghe
Alvar è il fiero re del suo popolo. Giovane e bello, dai lunghi capelli biondi e dall'armatura argentea scintillante, è una guida insostituibile per i soldati impegnati in battaglia. 
Durante uno scontro però viene ferito gravemente da una freccia. Fattosi aiutare dal solo cugino Albert, gli chiede di indossare le vestigia da guerra del re e prendere il comando dell'esercito per vincere i barbari invasori. L'inganno funziona perché Albert è molto somigliante ad Alvar che tuttavia non ha calcolato l'ambizione del sostituto. Quest'ultimo infatti coglie l'occasione per fare il re a tempo indeterminato abbandonando il moribondo Alvar al suo destino e prendendone il posto sul trono e nel letto della regina Violena. D'altro canto Alvar sarebbe ormai spacciato se ad un certo punto non venisse soccorso da una pastorella. Peccato che la donna sia tanto deforme quanto sola. Vedendo un uomo di siffatta bellezza decide di farlo suo trascinandolo nella grotta in cui vive con le proprie capre. Trascorrono dieci anni. Batia (questo il nome della pastorella) è diventata ancora più brutta e approfittando di una perdita di memoria da parte dell'ex sovrano, lo ha tenuto legato a sé per tutto il tempo.
L'uomo non è più quello di un tempo, si è irrobustito diventando ancora più forte ma ha anche acquisito un carattere violento e animalesco. Con la strana coppia vive la piccola Sambra, una bambina che però non è stata generata da Alvar ma da una violenza subita da Batia pochi giorni prima che lo trovasse in fin di vita. Comunque la donna è l'unica a conoscere la verità e non intende rivelarla per non spezzare la “famiglia”. Un giorno Alvar recupera la memoria ricordandosi di avere un trono a cui tornare. Abbandonate senza pietà madre e figlia, la prima si impicca maledicendo il suo amato, della seconda si perdono invece le tracce. Ciò però non interessa all'uomo (o alla belva) che ormai pensa solo ad uccidere il traditore e riprendersi trono e regina. Introdottosi nel castello reale, trova l'ex consorte che nel frattempo ha avuto un figlio di nome Rador. Quest'ultimo ha già nove anni ed è un piccolo despota degno di suo padre Albert che la notte successiva viene sorpreso e decapitato da Alvar mentre consumava un rapporto sessuale con Violena. Il re però non si accontenta di riprendersi la corona ma con le sue stesse mani mozza la lingua del bambino affinché non riveli mai a nessuno quanto accaduto. In seguito confina lui e la madre in un'ala del castello. Trascorrono altri dieci anni. Alvar è tornato a regnare diventando un sovrano assoluto, temuto e rispettato. Violena e Rador, che nel frattempo si diverte a sfogare la sua ira uccidendo e mutilando le proprie serve, sono tenuti quasi come prigionieri. I due covano un odio smisurato per il re che li usa solo come propri accessori a corte. Non possono comunque far nulla contro il potere del sovrano se non attendere l'occasione propizia per rovinarlo. Un giorno, durante una battuta di caccia all'orso, Alvar incontra una splendida fanciulla selvaggia abitante nella foresta. I due lottano ma poi finiscono per giacere insieme. La ragazza altri non è che Sambra ormai cresciuta.Quando padre e figlia (in realtà non lo sono ma loro non lo sanno) si riconoscono ormai è troppo tardi. Convintisi di essere dannati e maledetti, sono anche perdutamente attratti l'uno dall'altra tanto che Alvar, non sottostando alle regole, vuole fare della figlia la sua sposa e nuova regina. 
Le nozze, subito annunciate, sono ovviamente osteggiate dalla Chiesa ma il re, non riconoscendo alcuna autorità al di sopra di se stesso, uccide il più alto prelato e fa confiscare tutti i beni dei preti del regno distribuendoli poi ai sudditi. In seguito autocelebra il suo stesso matrimonio e rivela a tutti che colei che sposa è la propria figlia.

### Crimine e castigo
Sono passati molti mesi da quando Alvar e Sambra si sono sposati e sebbene non vista inizialmente di buon occhio, la loro unione piace molto ai sudditi del re, che hanno ormai accettato Sambra come loro regina. Ma nel frattempo, consumati da un odio incontenibile, Violena e Rador aspirano alla loro vendetta contro Alvar ed elaborano un piano per farlo abdicare in loro favore. Nel frattempo, Alvar, chiamato alle armi per respingere l'ennesima invasione dei barbari nei suoi confini, si vede costretto a lasciare la reggia e la regina, dando l'occasione a Violena di attuare il suo piano.
Durante la notte, Violena paga i suoi soldati per liberare un gran numero di cani selvaggi per le campagne del regno creando terrore tra i contadini al fine di allontanare chiunque dal castello. Dopo aver allontanato l'orso di guardia nella stanza della regina dandoli del miele, la fa rapire da un soldato a lei molto fedele di nome Antropo e portare legata nella stanza del trono. Dopo averla posta sul seggio, porge un coltello a Rador e gli ordina di tagliarle naso e seni, offrendo infine questi ultimi a Sambra come cibo. In quel momento, fa irruzione nella sala del trono l'orso di Sambra che si avventa contro gli aggressori della regina, Antropo trafigge ed uccide l'orso, ma rimane anch'egli ucciso dall'animale che gli spezza il collo a morsi. Trascorrono alcune settimane ed Alvar, appena saputo della tragedia, affida il comando ai suoi generali e fa un immediato ritorno al castello. Una volta lì, informato della gravità delle condizioni della regina, si precipita nella loro camera da letto dove Sambra ha trascorso settimane senza mangiare ne bere. Lei gli apre e si mostra a lui facendoli vedere cosa Violena e Rador le avevano fatto. Nel vederla con naso e seni mutilati, Alvar si spaventa e prova una irrefrenabile ira, Sambra gli porge un pugnale e lo prega di ucciderla ma Alvar, non riuscendo ad ucciderla, preferisce giacere la notte con lei, dicendole che da ora in avanti le starà accanto. 
Il giorno dopo, Violena e Rador vengono arrestati e portati davanti al re e regina per essere giudicati. Alvar decide di non condannare i due, contrariamente a quanto vorrebbe il popolo, ma di abdicare in loro favore ringraziandoli, anzi, di averli fatto capire che il suo amore per Sambra non dipendeva dall'aspetto fisico di quest'ultima. Abbandonata la corte, i due girano raminghi per il regno facendo ritorno alla grotta dove avevano vissuto precedentemente. Sambra, che crede che ormai l'amore di Alvar per lei si sia esaurito a causa delle sue menomazioni, mostra segni di cedimento e rivela all'amato che ormai le sue attenzioni non le sono più gradite perché troppo forzate. Alvar, per dimostrarle che dall'ora in avanti l'amerà senza cedere ai suoi impulsi sessuali, si recide entrambi i testicoli e li pianta sotto un albero ormai secco. In queste circostanze fa la sua apparizione lo spettro di Baita (la pastorella che Alvar aveva abbandonato e che lo aveva maledetto) che sembra presagire l'imminente dannazione del sovrano. 
Dopo essersi medicato in seguito alla sua evirazione, Alvar decide di riposarsi nella grotta e di affidare a Sambra il compito di cacciare. Mentre è in cerca di prede, la giovane incontra Florian, un ragazzo cieco dalla nascita che fu il suo compagno di giochi, e alla quale fu molto legata. Florian, riconosciuta la voce della giovane, non ha il tempo di parlarle che lei lo bacia e lo prega di giacere con lei al fine di generare un suo futuro figlio. Mentre i due si accingono a consumare un rapporto sessuale, vengono scoperti da Alvar che, uscito di senno, vuole ucciderli entrambi. Sambra lo fa ragionare dicendogli che una ragazza come lei dovrebbe cercare affetto da un ragazzo suo coetaneo e non da un uomo più grande, ne tanto meno dal padre. Alvar si placa e li lascia andare a malincuore, mentre nel frattempo sul regno cala l'inverno.
Trascorrono alcuni mesi, nel frattempo il regno è ancora in mano a Violena e Rador che da quando sono divenuti regnanti hanno governato con il pugno di ferro. Una notte, in città le guardie arrestano un uomo con l'accusa di aver ucciso decine di fanciulle e di averne occultati i cadaveri nella palude. L'uomo, che altri non è che un servo di Violena, tenta di discolparsi dicendo che quelle erano le serve di corte alle quali Rador era solito fare violenza sessuale, mutilarle ed infine ucciderle e che era stata la regina stessa ad ordinargli di farle sparire, lavoro che eseguiva il soldato Antropo prima di morire. L'uomo non mentiva, ma nonostante ciò viene brutalmente percosso dal capo delle guardie davanti a tutti. In seguito a questo evento, i sudditi, stanchi di sottostare a simili soprusi, assaltano il castello, catturano Violena ed il figlio e li impiccano, successivamente si dirigono verso la grotta di Alvar per indurlo a tornare loro re. Egli rifiuta rivelando a tutti di essersi tagliato i testicoli e di averli piantati sotto l'albero secco, ma proprio quando porge gli occhi ai rami vede che sono spuntati dei boccioli. Prendendolo come un miracolo accetta di tornare ad essere il re, e come prima cosa brandisce le armi contro un usurpatore del trono e riesce ad ucciderlo in battaglia. Passa ancora del tempo e Alvar, tornato re, fa visita a Sambra, rimasta sola dopo la morte di Florian, sbranato dai cani selvaggi mentre portava a spasso un gregge di pecore. Alvar le confida di aver scoperto di non essere il suo vero padre, e si accorge inoltre che la ragazza ha avuto due bambini, uno biondo (figlio di Alvar) ed uno moro (figlio di Florian). Desideroso di avere un erede, ordina a Sambra di cederli il bambino affinché diventi suo successore. Sambra si rifiuta e Alvar la trafigge senza pietà con la spada, lasciandola morente a terra e portando via il bambino biondo. Sambra muore, ed il suo spirito si ricongiunge a quello di Batia che aveva assistito alla sua morte. Prima di andare in cielo, lo spirito di Sambra vede che il suo secondogenito avuto da Florian viene adottato da una lupa che lo sfama insieme ai suoi lupacchiotti, felice per questo, profetizza che Alvar morirà per mano dei suoi figli che una volta ricongiunti vendicheranno la madre. In seguito, Sambra sale in cielo con Batia.